# Stilbus angulicaput
Stilbus angulicaput is een keversoort uit de familie glanzende bloemkevers (Phalacridae). De wetenschappelijke naam van de soort werd in 1922 gepubliceerd door Scott.